# Nghĩa Thọ
Nghĩa Thọ là một xã thuộc tỉnh Nghệ An, Việt Nam. Xã được hình thành trên cơ sở sáp nhập các xã Nghĩa Hội, Nghĩa Lợi và Nghĩa Thọ của huyện Nghĩa Đàn trong đợt Sáp nhập tỉnh thành Việt Nam 2025.

## Địa lý
Xã Nghĩa Thọ có vị trí địa lý:
- Phía Đông giáp xã Quỳnh Thắng;
- Phía Nam giáp xã Đông Hiếu;
- Phía Tây giáp xã Nghĩa Đàn;
- Phía Bắc giáp xã Nghĩa Lâm.

Xã Nghĩa Thọ có diện tích tự nhiên 92.19 km².

## Hành chính và tên gọi
Xã Nghĩa Thọ được thành lập theo Nghị quyết số 1678/NQ-UBTVQH15 của Ủy ban Thường vụ Quốc hội Việt Nam, ban hành ngày 16 tháng 6 năm 2025. Theo đó, sắp xếp toàn bộ diện tích tự nhiên, quy mô dân số của các xã Nghĩa Hội, Nghĩa Lợi và Nghĩa Thọ thuộc huyện Nghĩa Đàn trước đây thành một xã mới có tên gọi là xã Nghĩa Thọ.
Trước đó, theo Đề án sắp xếp đơn vị hành chính cấp xã tỉnh Nghệ An, xã này là xã Nghĩa Đàn 2.
Sau sắp xếp xã có diện tích tự nhiên: 92.19 km², quy mô dân số: 21.391 người.

## Thành phần kinh tế và đặc điểm dân cư
-Về kinh tế: Chủ yếu là sản xuất nông nghiệp và lâm nghiệp, ngoài ra còn có một số thành phần dân cư nằm trong các ngành dịch vụ, cơ khí, cán bộ công chức. 
-Đặc điểm dân cư: Dân tộc chủ yếu là Thổ, Thanh, thái, kinh... Nghĩa Thọ là một xã có phần lớn đồng bào dân tộc thiểu số sinh sống (Thổ, Thanh, Thái), chiếm 80% dân số toàn xã.

## Con người
Về con người: Cũng giống như con người trên mảnh đất xứ Nghệ nói chung, con người Nghĩa Thọ có truyền thống cần cù, chăm chỉ, chịu khó, ham học hỏi, ham cầu tiến bộ. Hàng năm người dân ở đây phải chịu nhiều thiên tai như gió bão, lụt lội, hạn hán nhưng họ vẫn kiên cường, kiên trì trong sản xuất, kinh doanh. Xã Nghĩa Thọ cũng là một xã có truyền thống hiếu học, hàng năm toàn xã có đến hàng chục học sinh thi đỗ vào các trường đại học và cao đẳng trong nước.

## Kinh tế
Nghĩa thọ là 1 xã nghèo, kinh tế còn rất khó khăn. Nguồn phát triển kinh tế chủ lực là nông nghiệp, trong đó Người dân chủ yếu trồng Mía, một số cây hoa màu. Với bản chất cần cù chịu thương, chịu khó, tích cực tham gia học tập, tập huấn các lớp về mô hình chăn nuôi và trồng trọt do UBND huyện tổ chức, trong những năm gần đây người dân có xu hướng luân canh cây trồng và xây dựng các mô hình kinh tế đem lại hiệu quả trông thấy như: Trồng bí xanh, dưa hấu, cam, quýt, dứa và đặc biệt phát triển trồng rừng phủ xanh đất trống đồi núi trọc.

## Văn Hóa
- Ngôn ngữ: Tiếng Thổ và không có chữ viết riêng.
- Trang phục: ...?
- Lễ Hội: ...?
+ Trong các dịp tết, đám cưới...người dân thường đánh cồng lào, hát bạn ơi. Hiện nay trong xã còn xóm trống, xóm men, xóm cầu đang phát triển câu lạc bộ cồng lào rất mạnh mẽ. Đây cũng là một trong những nỗ lực nhằm phát huy và bảo tồn lưu dữ nét văn hóa bản sắc dân tộc của xã, cùng với nhịp độ phát nền kinh tế mở cửa.
- Nhạc cụ: Kèn, trống, cồng. + Cách chơi: ...?
- Các điệu hát: ...?